# Puchar Niemiec w piłce nożnej (1984/1985)
Puchar Niemiec w piłce nożnej mężczyzn 1984/1985 – 42. edycja rozgrywek mających na celu wyłonienie zdobywcy Pucharu Niemiec, który uzyskał tym samym prawo gry w Pucharze Zdobywców Pucharów (1985/1986). Tym razem trofeum wywalczył Bayer Uerdingen. Finał został rozegrany na Stadionie Olimpijskim w Berlinie.

## Plan rozgrywek
Rozgrywki szczebla centralnego składały się z 6 części:
- Runda 1: 31 sierpnia–2 października 1984
- Runda 2: 13–31 października 1984
- Runda 3: 4 grudnia 1984–5 lutego 1985
- Ćwierćfinał: 16 lutego–12 marca 1985
- Półfinał: 6 kwietnia 1985
- Finał: 26 maja 1985 na Stadion Olimpijski w Berlinie

## Pierwsza runda
Mecze rozegrano od 31 sierpnia do 2 października 1984 roku.
| Drużyna 1                   | Wynik      | Drużyna 2             |
| --------------------------- | ---------- | --------------------- |
| Duisburger FV               | 1:4        | Waldhof Mannheim      |
| VfB Stuttgart               | 5:4        | Rot-Weiss Oberhausen  |
| VfL Osnabrück               | 2:5 (dog.) | Friesen Hänigsen      |
| FC Altona 93                | 2:1        | Eintracht Trewir      |
| SC Geislingen               | 2:0        | Hamburger SV          |
| Bayer 04 Leverkusen         | 5:0        | 1. FC Kaiserslautern  |
| Eintracht Brunszwik         | 1:3        | Eintracht Frankfurt   |
| 1. FC Köln                  | 8:0        | Stuttgarter Kickers   |
| Borussia Mönchengladbach    | 4:1        | Blau-Weiss Berlin     |
| Arminia Bielefeld           | 1:3 (dog.) | 1. FC Nürnberg        |
| Olympia Bocholt             | 1:3        | FC Schalke 04         |
| ASC Dudweiler               | 1:5        | Borussia Dortmund     |
| Hertha BSC                  | 1:0        | Hessen Kassel         |
| SV Darmstadt 98             | 3:0        | SC Freiburg           |
| FC Paderborn                | 1:4        | Hannover 96           |
| VfL Kellinghusen            | 1:4        | Union Solingen        |
| TSV Ofterdingen             | 0:1        | VfL Bochum (amatorzy) |
| 1. FC Nürnberg (amatorzy)   | 1:0        | Südwest Ludwigshafen  |
| SC Jülich 1910              | 2:1        | FC Rastatt 04         |
| TSV Havelse                 | 2:2 (dog.) | VfL Bochum            |
| SpVgg Bayreuth              | 7:0        | SV Mettlach           |
| Rot-Weiss Essen             | 1:2        | 1. FC Saarbrücken     |
| Fortuna Düsseldorf          | 2:0        | SSV Ulm 1846          |
| VfB Oldenburg               | 1:6        | Bayer Uerdingen       |
| BV 08 Lüttringhausen        | 0:1        | Bayern Monachium      |
| SC Charlottenburg           | 1:3 (dog.) | Karlsruher SC         |
| OSC Bremerhaven             | 0:4        | Werder Brema          |
| Fortuna Köln                | 2:2 (dog.) | MSV Duisburg          |
| SC Herford                  | 2:3        | Kickers Offenbach     |
| SV 98 Schwetzingen          | 1:2        | Alemannia Aachen      |
| Bayern Monachium (amatorzy) | 3:5        | SG Wattenscheid 09    |
| Eintracht Haiger            | 2:1        | CSC 03 Kassel         |

### Mecze powtórzone
| Drużyna 1    | Wynik          | Drużyna 2    |
| ------------ | -------------- | ------------ |
| VfL Bochum   | 4:0            | TSV Havelse  |
| MSV Duisburg | 2:2 (3:5 kar.) | Fortuna Köln |

## Druga runda
Mecze rozegrano od 13 do 31 października 1985 roku.
| Drużyna 1                 | Wynik      | Drużyna 2           |
| ------------------------- | ---------- | ------------------- |
| Borussia Dortmund         | 1:1 (dog.) | FC Schalke 04       |
| Bayer Uerdingen           | 2:1        | Fortuna Düsseldorf  |
| VfL Bochum (amatorzy)     | 1:2        | VfB Stuttgart       |
| Friesen Hänigsen          | 0:8        | Bayern Monachium    |
| FC Altona 93              | 0:3        | Bayer 04 Leverkusen |
| Eintracht Haiger          | 1:0 (dog.) | Karlsruher SC       |
| SpVgg Bayreuth            | 1:2        | Union Solingen      |
| SC Geislingen             | 4:2        | Kickers Offenbach   |
| 1. FC Nürnberg (amatorzy) | 0:3        | SC Jülich 1910      |
| SG Wattenscheid 09        | 0:4        | Waldhof Mannheim    |
| Hertha BSC                | 4:3 (dog.) | Fortuna Köln        |
| Borussia Mönchengladbach  | 4:2 (dog.) | Eintracht Frankfurt |
| Werder Brema              | 5:0        | SV Darmstadt 98     |
| Alemannia Aachen          | 3:0        | VfL Bochum          |
| 1. FC Saarbrücken         | 4:1        | 1. FC Nürnberg      |
| Hannover 96               | 2:1        | 1. FC Köln          |

### Mecze powtórzone
| Drużyna 1     | Wynik | Drużyna 2         |
| ------------- | ----- | ----------------- |
| FC Schalke 04 | 3:2   | Borussia Dortmund |

## Trzecia runda
Mecze rozegrano od 4 grudnia 1984 do 5 lutego 1985 roku.
| Drużyna 1        | Wynik      | Drużyna 2                |
| ---------------- | ---------- | ------------------------ |
| Bayern Monachium | 1:0        | Waldhof Mannheim         |
| SC Jülich 1910   | 2:4        | Werder Brema             |
| SC Geislingen    | 0:2        | Bayer Uerdingen          |
| Eintracht Haiger | 0:8        | Union Solingen           |
| Hannover 96      | 1:0        | FC Schalke 04            |
| Alemannia Aachen | 0:2        | Borussia Mönchengladbach |
| VfB Stuttgart    | 0:0 (dog.) | 1. FC Saarbrücken        |
| Hertha BSC       | 0:4        | Bayer 04 Leverkusen      |

### Mecze powtórzone
| Drużyna 1         | Wynik          | Drużyna 2     |
| ----------------- | -------------- | ------------- |
| 1. FC Saarbrücken | 2:2 (3:0 kar.) | VfB Stuttgart |

## Ćwierćfinały
Mecze rozegrano 16 lutego do 12 marca 1985 roku.
| Drużyna 1           | Wynik | Drużyna 2                |
| ------------------- | ----- | ------------------------ |
| Union Solingen      | 1:2   | Borussia Mönchengladbach |
| 1. FC Saarbrücken   | 1:0   | Hannover 96              |
| Bayer Uerdingen     | 2:1   | Werder Brema             |
| Bayer 04 Leverkusen | 1:3   | Bayern Monachium         |

## Półfinały
Mecze rozegrano 6 kwietnia 1985 roku.
| Drużyna 1         | Wynik      | Drużyna 2                |
| ----------------- | ---------- | ------------------------ |
| 1. FC Saarbrücken | 0:1        | Bayer Uerdingen          |
| Bayern Monachium  | 1:0 (dog.) | Borussia Mönchengladbach |

## Finał
| 26 maja 1985 18:00 CEST | Bayer Uerdingen · Feilzer 9' · Schäfer 66' | 2:11:1Raport | Bayern Monachium · 8' Hoeneß | Stadion Olimpijski, Berlin Widzów: 70 398 Sędzia: Dieter Pauly (Rheydt) |
|                         |                                            |              |                              |                                                                         |

| Bayer Uerdingen | Bayern Monachium |

| BAYER UERDINGEN:    |   |                     |              |     |
|                     |   |                     |              |     |
| BR                  | 1 | Werner Vollack      |              |     |
| OB                  |   | Matthias Herget (C) |              |     |
| OB                  |   | Karl-Heinz Wöhrlin  |              |     |
| OB                  |   | Norbert Brinkmann   |              |     |
| OB                  |   | Ludger van de Loo   | Żółta kartka |     |
| PO                  |   | Horst Feilzer       | Żółta kartka | 60' |
| PO                  |   | Friedhelm Funkel    |              |     |
| PO                  |   | Wolfgang Funkel     |              |     |
| PO                  |   | Werner Buttgereit   |              |     |
| NA                  |   | Wolfgang Schäfer    |              |     |
| NA                  |   | Larus Gudmundsson   |              | 82' |
| Zmiany:             |   |                     |              |     |
| PO                  |   | Wayne Thomas        |              | 82' |
| NA                  |   | Peter Loontiens     |              | 60' |
| Trener:             |   |                     |              |     |
| Karl-Heinz Feldkamp |   |                     |              |     |

| BAYERN MONACHIUM: |    |                       |                 |     |
|                   |    |                       |                 |     |
| BR                | 1  | Raimond Aumann        |                 |     |
| OB                | 2  | Holger Willmer        |                 | 71' |
| OB                | 3  | Wolfgang Dremmler     | Czerwona kartka |     |
| OB                | 4  | Norbert Eder          |                 |     |
| OB                | 5  | Klaus Augenthaler (C) |                 |     |
| PO                | 6  | Søren Lerby           |                 |     |
| PO                | 7  | Hans Pflügler         |                 |     |
| PO                | 8  | Lothar Matthäus       | Żółta kartka    |     |
| NA                | 9  | Dieter Hoeneß         | Żółta kartka    |     |
| NA                | 10 | Roland Wohlfarth      |                 | 51' |
| NA                | 11 | Ludwig Kögl           |                 |     |
| Zmiany:           |    |                       |                 |     |
| OB                | 12 | Bertram Beierlorzer   |                 | 51' |
| NA                | 14 | Michael Rummenigge    |                 | 71' |
| Trener:           |    |                       |                 |     |
| Udo Lattek        |    |                       |                 |     |

| Puchar Niemiec w piłce nożnej 1984–1985 Zwycięzcy |
| ------------------------------------------------- |
| Bayer Uerdingen 1. Tytuł                          |